# Gunpo
Gunpo (em coreano: 군포), anteriormente romanizada como Kunp'o, é uma cidade na província de Gyeonggi, na Coreia do Sul. Situa-se ao sul de Seul e na Área da Capital Nacional de Seul. Faz fronteira com Anyang ao norte, Uiwang a leste e Ansan ao sul e oeste, e está conectada aos seus vizinhos pelas linhas 1 e 4 do Metrô de Seul. Gunpo também abriga três paradas na Linha Gyeongbu, uma ferrovia nacional que a liga ao resto do país. Embora 73,2% da cidade seja composta por áreas verdes, Gunpo abriga mais de 286.000 moradores em diversas áreas urbanas.

## História
Durante a era dos Três Reinos da Coreia, a região estava sob o controle da dinastia Koguryo e pertencia ao Yulmok-gun em 475 d.C. A área se denominou Yuljin após o governo de Silla no ano de 757, e em 940 foi renomeada Gwaju-gun pela dinastia Goryeo. Em 1413, a dinastia Joseon deu nome a área de Gwacheon-hyeon.
No ano de 1895, a área que continha a atual Gunpo ficou conhecida como Nam-myeon, uma divisão de Gwacheon-gun. Durante o período da anexação da Coreia pelo Japão e nas primeiras décadas da Coreia do Sul, nenhuma mudança foi feita na designação de Nam-myeon ou em seus distritos administrativos, mas um decreto presidencial promoveu a área em 1 de maio de 1979, para Gunpo-eup, que ainda permanecia dentro de Siheung-gun.

Em 1989, o rápido crescimento industrial e a urbanização de Seul levaram à construção de cinco novas cidades na área da capital de Seul: Gunpo, Anyang, Seongnam, Bucheon e Goyang. A medida foi baseada em uma lei nacional que pretendia desenvolver uma gestão regional eficiente diante de uma crescente demanda pelo processo administrativo. Siheung-gun foi então dissolvida e Gunpo-eup foi promovida a título de cidade.

## Geografia
Gunpo está localizada na província de Gyeonggi, ao sul de Seul, na área da capital nacional de Seul. Ela está situada entre outras três grandes cidades, fazendo fronteira com Anyang ao norte, Uiwang a leste e Ansan ao sul e oeste. Em 36,38 km 2, a área urbana representa 0,36% da área total da província.

### Clima
Gunpo tem um clima continental úmido (Köppen: Dwa). A uma curta distância do Mar Amarelo, assume certas caraterísticas de um clima oceânico.
| Dados climatológicos para Gunpo (2004-2020)    | Dados climatológicos para Gunpo (2004-2020) | Dados climatológicos para Gunpo (2004-2020) | Dados climatológicos para Gunpo (2004-2020) | Dados climatológicos para Gunpo (2004-2020) | Dados climatológicos para Gunpo (2004-2020) | Dados climatológicos para Gunpo (2004-2020) | Dados climatológicos para Gunpo (2004-2020) | Dados climatológicos para Gunpo (2004-2020) | Dados climatológicos para Gunpo (2004-2020) | Dados climatológicos para Gunpo (2004-2020) | Dados climatológicos para Gunpo (2004-2020) | Dados climatológicos para Gunpo (2004-2020) | Dados climatológicos para Gunpo (2004-2020) |
| Mês                                            | Jan                                         | Fev                                         | Mar                                         | Abr                                         | Mai                                         | Jun                                         | Jul                                         | Ago                                         | Set                                         | Out                                         | Nov                                         | Dez                                         | Ano                                         |
| ---------------------------------------------- | ------------------------------------------- | ------------------------------------------- | ------------------------------------------- | ------------------------------------------- | ------------------------------------------- | ------------------------------------------- | ------------------------------------------- | ------------------------------------------- | ------------------------------------------- | ------------------------------------------- | ------------------------------------------- | ------------------------------------------- | ------------------------------------------- |
| Temperatura média (°C)                         | −1,1                                        | 1,4                                         | 6,5                                         | 12,6                                        | 18,5                                        | 23                                          | 25,4                                        | 26,5                                        | 21,9                                        | 15,7                                        | 8,4                                         | 0,6                                         | 13,3                                        |
| Temperatura média alta (°C)                    | 2,9                                         | 5,7                                         | 11,4                                        | 17,8                                        | 24                                          | 27,9                                        | 29,2                                        | 30,6                                        | 26,3                                        | 20,5                                        | 12,5                                        | 4,5                                         | 17,8                                        |
| Temperatura média baixa (°C)                   | 4,5                                         | −2,3                                        | 2,4                                         | 8,1                                         | 13,8                                        | 19                                          | 22,5                                        | 23,5                                        | 18,4                                        | 11,7                                        | 4,7                                         | −2,9                                        | 9,5                                         |
| Precipitação (mm)                              | 14,6                                        |                                             |                                             |                                             |                                             |                                             |                                             |                                             |                                             |                                             |                                             |                                             | 1 327,6                                     |
| Dias com precipitação                          | 3,6                                         | 3,6                                         | 5,6                                         | 7,6                                         | 7,4                                         | 8,1                                         | 14,1                                        | 11,9                                        | 8,1                                         | 4,7                                         | 7,4                                         | 6,2                                         | 88,3                                        |
| Fonte: Administração de Meteorologia da Coreia |                                             |                                             |                                             |                                             |                                             |                                             |                                             |                                             |                                             |                                             |                                             |                                             |                                             |

## Cultura e turismo
Gunpo se promove como uma cidade leitora de livros. Estantes repletas de livros de histórias infantis podem ser encontradas em todas as áreas urbanas da cidade. Kim Yoon Joo, o prefeito de Gunpo, expressou seu desejo de promover a cidade por sua cultura de leitura e por suas azáleas. Por meio do logotipo e mascote da cidade, Gunpo também se autodenomina uma cidade limpa.

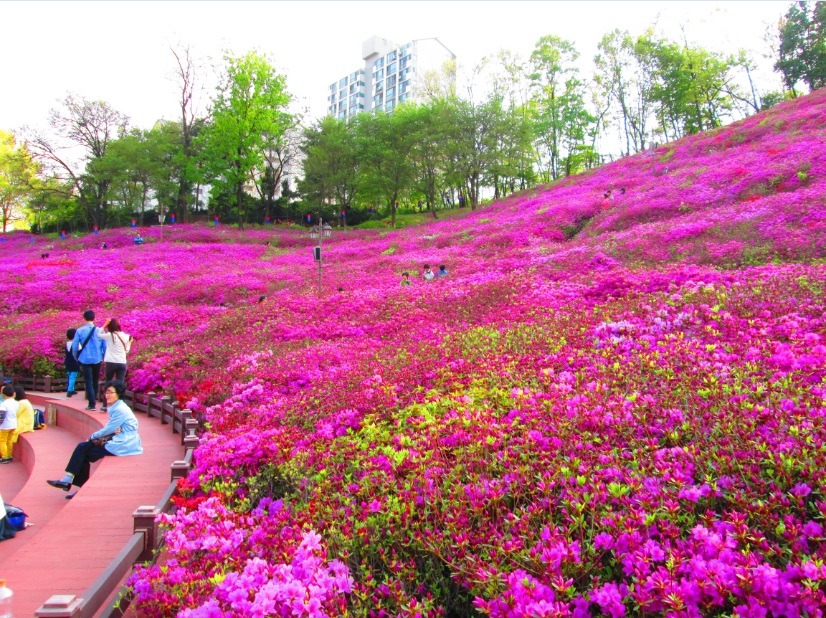
Gunpo Royal Azalea Festival

O cenário noturno da Rodeo Street em Sanbon foi designado por Gunpo como um dos seus oito pontos turísticos famosos. Também entre os oito estão o Pico Taeeulbong, um pico de 489 metros de Surisan; e o Templo Surisa, um tradicional templo budista Jogye também localizado em Surisan.
Gunpo abriga dois pequenos lagos: o reservatório Galchi, localizado a uma curta caminhada da estação Daeyami, e o reservatório Banwol, acessível a pé a partir da estação Banwol de Ansan.
Outros locais turísticos em Gunpo incluem o observatório astronômico Nuri, localizado na biblioteca pública de Daeya-dong, vários templos budistas, e o Anyang Benest Club, um campo de golfe privado. Vários festivais são realizados na cidade ao longo do ano, incluindo o Festival do Dia do Cidadão e o Festival das Azaléas Reais.

## Pessoas notáveis
A residente mais famosa de Gunpo é Kim Yuna, campeã dos Jogos Olímpicos de 2010 e medalhista de prata nos Jogos Olúmpicos de 2014 na patinação artística feminina.
A cidade também é o local de nascimento de Kim Ji-soo, integrante do grupo feminino de K-Pop, Blackpink.